# Kelli Garner
Kelli Brianne Garner (Bakersfield, Califòrnia, Estats Units, 11 d'abril de 1984) és una actriu estatunidenca.

## Biografia
Nascuda i criada a Califòrnia, amant dels esports, especialment el futbol, de fet, de nena somiava en convertir-se en futbolista, però amb catorze anys es descoberta per un buscador de talents que li ofereix l'oportunitat de treballar en el món de l'entreteniment. Després d'una sèrie de participacions en publicitat a la televisió, va fer el seu debut com a actriu en el curt Architecture of Reassurance, una reconstrucció en estil post-modern d'Alícia en el País de les Meravelles .
Ha treballat en pel·lícules com Man of the House, L'aviador de Martin Scorsese, la controvertida Bully i Thumbsucker amb Lou Taylor Pucci, amb qui també apareixerà en dos vídeos musicals de Green Day, primer com coprotagonista en Jesus of Suburbia i després com a protagonista en Whatsername. Aquell mateix any 2005, va protagonitzar Man of the House de Tommy Lee Jones.
Al desembre de 2005, Garner va participar en la producció off-Broadway de Dog Sees God: Confessions of a Teenage Blockhead, en el Century Center d'arts escèniques. Des de 2011 fins a 2014 va ser parella de l'actor belga-estatunidenc Johnny Galecki, protagonista de la sèrie The Big Bang Theory.
El 2007 és protagonista al costat de Ryan Gosling a Lars and the Real Girl, i el 2009 amb Tim Allen a Taking Woodstock. El 2011 és una de les protagonistes de la sèrie de televisió Pan Am. El 2015 fa el paper de Marilyn Monroe en la minisèrie de TV  The Secret Life of Marilyn Monroe .

## Filmografia
| Any  | Títol                                       | Paper                           | Notes                        |
| ---- | ------------------------------------------- | ------------------------------- | ---------------------------- |
| 2000 | Architecture of Reassurance                 | Heather                         | Curtmetratge                 |
| 2001 | Bully                                       | Heather Swallers                |                              |
| 2002 | Love Liza                                   | Huffer Girl                     |                              |
| 2002 | Hometown Legend                             | Josie                           |                              |
| 2002 | Related                                     | Curtmetratge                    |                              |
| 2002 | Outside                                     | La noia                         |                              |
| 2004 | L'aviador (The Aviator)                     | Faith Domergue                  |                              |
| 2005 | The Toast                                   | Núvia                           |                              |
| 2005 | Youth in Us                                 | Alicia                          | Curtmetratge                 |
| 2005 | Thumbsucker                                 | Rebecca                         |                              |
| 2005 | L'home de la casa (Man of the House)        | Barbara "Barb" Thompson         |                              |
| 2005 | London                                      | Maya                            |                              |
| 2005 | Piggy Banks                                 | Archer                          |                              |
| 2006 | Dreamland                                   | Calista                         | Millor Actriu en Method Fest |
| 2006 | Return to Rajapur                           | Samantha Hartley/Samantha Doyle |                              |
| 2007 | Normal Adolescent Behavior                  | Billie                          |                              |
| 2007 | Lars and the Real Girl                      | Margo                           |                              |
| 2008 | Red Velvet                                  | Linda                           |                              |
| 2009 | Taking Woodstock                            | Noia del Volkswagen             |                              |
| 2009 | G-Force                                     | Marcie                          |                              |
| 2010 | Salvant les distàncies (Going the Distance) | Brianna                         |                              |
| 2011 | The Lie                                     | Brianna                         |                              |
| 2012 | Neighbors                                   | Maggie Jerritt                  | Curtmetratge                 |
| 2014 | Horns                                       | Glenna Shepherd                 |                              |
| 2015 | Americana                                   | Kate                            |                              |
| 2015 | One More Time                               | Corinne                         |                              |

| Any       | Títol                             | Paper                       | Notes                                                        |
| --------- | --------------------------------- | --------------------------- | ------------------------------------------------------------ |
| 2000      | Time Share                        | Kelly, la noia de la platja | Telefilm                                                     |
| 2001      | Buffy the Vampire Slayer          | Kirstie                     | Episodi: "The Bodi"                                          |
| 2001–2002 | Grounded for Life                 | Tracey                      | 2 episodis                                                   |
| 2002      | Da Möb                            | Melanie Spores (veu)        | Episodi: "Fidelity"                                          |
| 2003      | Regular Joe                       | Nikki                       | Episodi: "Boobysitting"                                      |
| 2004      | Law & Order: Special Victims Unit | Brittany O'Malley           | Episodi: "Mean"                                              |
| 2009      | American Dad!                     | Mesera (veu)                | Episodi: "Stan Time"                                         |
| 2010      | My Generation                     | Dawn Barbuso                | Paper principal; 2 episodis                                  |
| 2011–2012 | Pan Am                            | Catherine "Kate" Cameron    | Paper principal; 14 episodis                                 |
| 2013      | Two Wrongs                        | Jenny                       | Pel·lícula per a televisió                                   |
| 2014–2015 | Looking                           | Megan Murray                | Episodis: "Looking for a Plus-One" i "Looking for Sanctuary" |
| 2015      | The Secret Life of Marilyn Monroe | Marilyn Monroe              |                                                              |